# Ernst von Eschwege (Forstmann)
Ernst Karl Hermann Julius Clemens von Eschwege (* 15. Juli 1859 in Oker; † 29. März 1932 in Wernigerode) war ein deutscher Forstmann und Maler. Von 1897 bis 1929 leitete er als Oberforstmeister die Forstverwaltung des Fürsten Christian Ernst zu Stolberg-Wernigerode.

## Leben

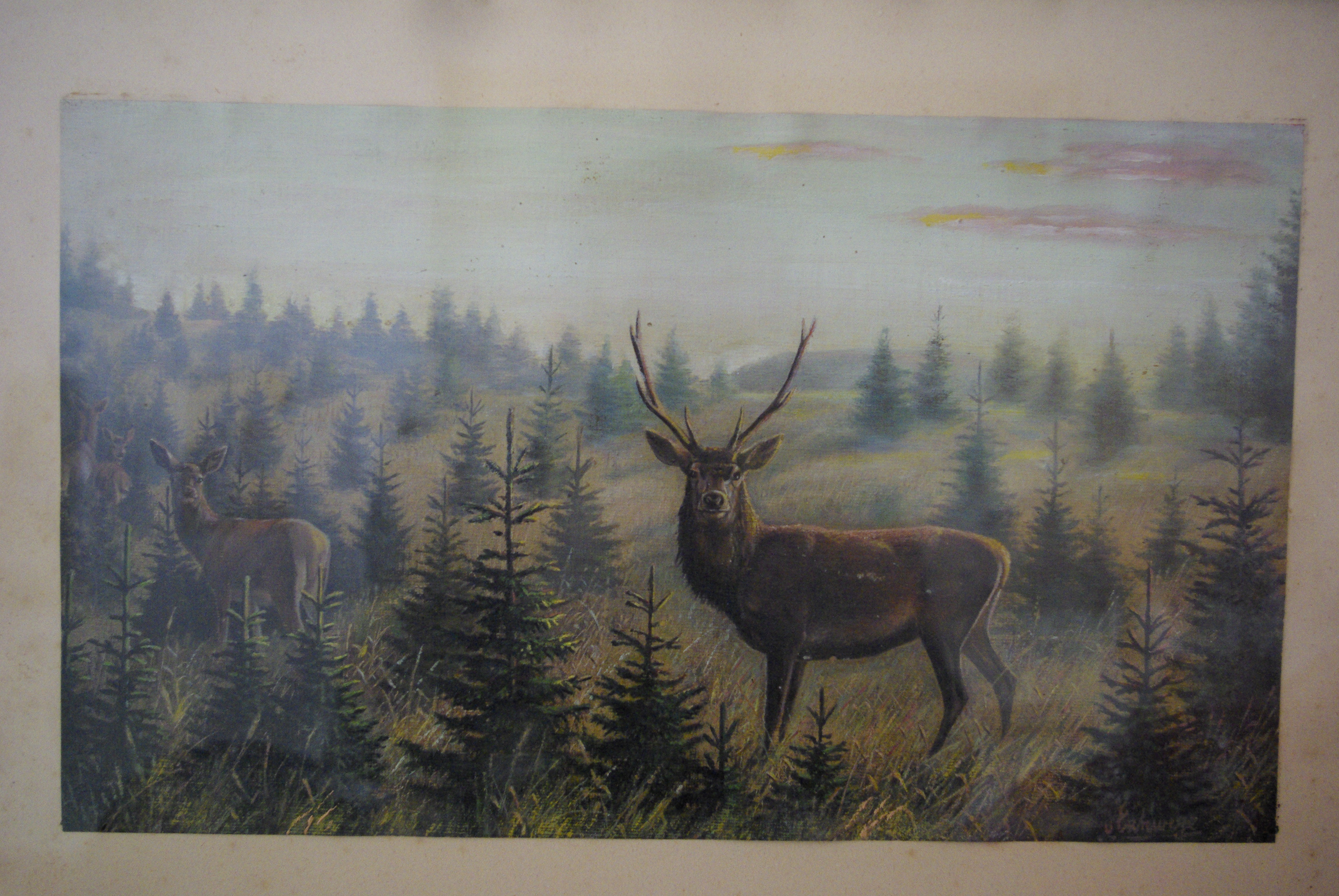
E. von Eschwege, Erlegt am 4. Okt. 1918 von Oberforstmeister v. Eschwege. Auf dem Huhnholze (Nähe der Wegekreuzung Zentralbahnhof.)

Ernst von Eschwege stammte aus dem Adelsgeschlecht von Eschwege und war der älteste Sohn von Rudolf von Eschwege, Oberfaktors bei den Communion-Unterharzer Hüttenwerken in Oker, und seiner Frau Clementine geb. von Poseck. Er besuchte vom 5. bis 9. Lebensjahr die Dorfschule in Oker. Ab 1869 ging er an die Realschule nach Goslar. Nach sieben Monaten Forstlehrzeit in Lauterberg weilte er von 1880 bis 1886 mit Unterbrechungen zum Studium an der Königlich Preußischen Forstakademie Hannoversch Münden, an der er das Staatsexamen ablegte.
Von 1890 bis 1893 war von Eschwege als Regierungs- und Forstassessor im Dienst des Fürsten von Schwarzburg-Rudolstadt in Rudolstadt. Am 1. September 1893 trat er die Stelle als königlich-preußischer Oberförster in Worbis im Eichsfeld an. Auf Vermittlung des Kammerpräsidenten Rudolf Grisebach trat von Eschwege 1897 mit einjähriger Probezeit in den oberen Beamtendienst des Fürsten zu Stolberg-Wernigerode ein und wurde am 1. April 1898 auf Lebenszeit in dessen Dienst übernommen. Seine Titel war zunächst Forstrat. Am 22. Juli 1900 wurde er zum Hauptmann der Landwehr I (Jäger) befördert. Am 28. September 1901 wurde er zum fürstlichen Oberforstmeister ernannt.
Während seiner über 30-jährigen Zeit im fürstlichen Dienst hat Ernst von Eschwege die Verwaltung des ausgedehnten Forstbesitzes vom Brocken bis zum Hohnsteiner Forst erfolgreich geleitet und sich auch unter komplizierten wirtschaftlichen Verhältnissen als ein hervorragender Forstwirt und pflichtgetreuer Beamter bewährt. In seiner Freizeit malte er Waldlandschaften und dort lebende Tiere. Er starb in seinem, kurz vor seinem Tod gekauften Wohnhaus in Wernigerode, Burgberg 9 (alt: Tiergarten 41a).
Er war seit 14. März 1891 mit Margarethe Pinckernelle, Tochter eines Hamburger Schiffs- und Assekuranzmaklers, verheiratet. Sie starb am 15. Dezember 1924. Aus der Ehe gingen die Töchter Maria (* 1891 in Rudolstadt), Eva (* 1893 in Rudolstadt) und Margarethe (* 1895 in Wernigerode) hervor. Ernst von Eschwege war ein Onkel des Kampffliegers Rudolf von Eschwege (1895–1917).

## Ehrungen
- Ehrenkreuz von Schwarzburg III. Klasse
- Ritter des Greifenordens (1895)
- Roter Adlerorden IV. Klasse (1900)
- Ritterkreuz des Mecklenburgischen Hausordens der Wendischen Krone (1905)
- Preußischer Kronenorden III. Klasse (1906)
- Ehrenmitglied im Jagdcorps Masovia zu Berlin
- Eschwegestraße (ursprünglich Eschwegeweg) bei Drei Annen Hohne

| Personendaten    | Personendaten                                                        |
| ---------------- | -------------------------------------------------------------------- |
| NAME             | Eschwege, Ernst von                                                  |
| ALTERNATIVNAMEN  | Eschwege, Ernst Karl Hermann Julius Clemens von (vollständiger Name) |
| KURZBESCHREIBUNG | deutscher Forstmann und Maler                                        |
| GEBURTSDATUM     | 15. Juli 1859                                                        |
| GEBURTSORT       | Oker (Goslar)                                                        |
| STERBEDATUM      | 29. März 1932                                                        |
| STERBEORT        | Wernigerode                                                          |